# 孫鑠
孙铄（?—?），字巨邺，西晋河内郡怀县（今河南省武陟县西南）人。
孙铄年轻时为县吏，被河内太守吴奋赏识。吴奋转任他为郡主簿。因出身微寒，被大姓所轻视。吴奋大怒，推荐孙铄为司隶都官从事，司隶校尉刘讷也非常赏识他。当时吴奋推他给大司马石苞，石苞辟为掾。孙铄将应命，走到许昌，当时晋武帝怀疑石苞，暗中派轻军袭击他。孙铄到达寿春，为石苞谋计，劝他放兵待罪，得免祸。转任尚书郎，所行职事为时所称。